# Argyreia hookeri
Argyreia hookeri är en vindeväxtart som beskrevs av Charles Baron Clarke. Argyreia hookeri ingår i släktet Argyreia och familjen vindeväxter. Inga underarter finns listade i Catalogue of Life.